# Horst Grig
Horst Grig (bürgerlich Horst Grigoleit; * 4. Februar 1921 in Tilsit, Ostpreußen; † 30. August 2008 in Berlin) war ein deutscher Maler.

## Leben
Grig schloss in den späten 1930er Jahren eine Ausbildung zum Werbegrafiker in Tilsit ab. Mit Beginn des Zweiten Weltkriegs wurde er zum Militär eingezogen und 1941 als Fallschirmjäger während der Invasion der griechischen Insel Kreta im Unternehmen Merkur eingesetzt. Schwer verwundet überlebte er den Einsatz und war während seiner Rehabilitation in Italien untergebracht. Die Deutsche Akademie Rom Villa Massimo beherbergte ihn, was seinem künstlerischen Schaffen einen maßgeblichen Schub verlieh. Nach Kriegsende lebte und arbeitete er in Berlin. In den 1960er Jahren war er gemeinsam mit Hans Beyermann, Karl-Heinz Droste, Friedrich Seidel-Fichert, Annelis R. John, Werner Lauterbach, Joachim Liestmann, Uta Prantl-Peyrer, Erich Reischke,  Walter Stöhrer, Yu-Kun Yang u. a. Mitglied der Gruppe Berlin 62. Am 15. Februar 1997 wurde Grig vom Präsidenten des European Circle „Franz Kafka“ und dem Präsidenten der Prager Kunstakademie „Masaryk’s Akademie of Arts“, Miroslav Klivar, mit dem Masarykovy Akademie Umeni Diplom und entsprechender Medaille für sein Wirken ausgezeichnet.
Ab 1973 bis zu seinem Lebensende pflegte er eine Lebenspartnerschaft mit der Schauspielerin Gitta Winter. 1985 wurde er Adoptivvater ihrer Tochter, der Schauspielerin Denise Gorzelanny.

## Werk

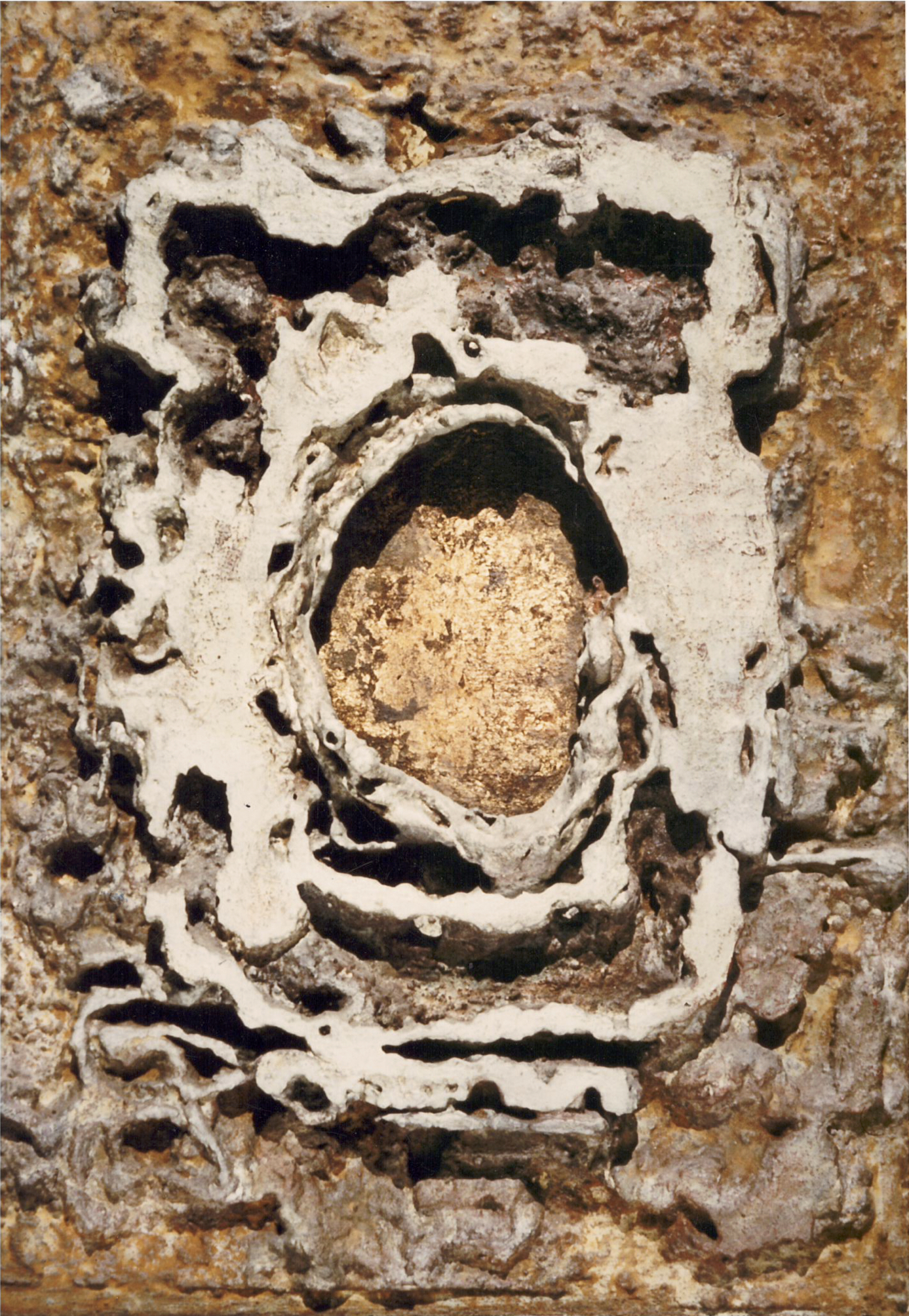

Grigs Werk umfasst mehrere Schaffenszyklen: Während der Kriegszeit von 1939 bis 1945 lag sein Schwerpunkt auf Porträtzeichnungen, Papierarbeiten und Aquarellen. Seit Kriegsende war sein Schaffensort Berlin und es dominierten Strukturen auf Papier, später auch Acrylglas. In den 1950er Jahren umfassten seine künstlerischen Arbeiten eine Periode von Reliefbildern und zerstörerische Eingriffe in verschiedene Materialien, hauptsächlich Vulkanasche, Sand und Stein, aus denen Experimentelles und Dreidimensionales entstand. Die 1960er Jahre und sein Spätwerk beinhalten den umfassenden Zyklus Satellite. Thematisch reflektiert sein Werk die Auseinandersetzung mit dem Kosmos, verglühenden Sternen und Kraterschlünden. Künstlerisch war er stets auf der Suche nach der „Ewigkeit des Vergänglichen“, dem „Aufbauenden im Zerstörerischen“ und dem „Schwerelosen im Kompakten“, wie es u. a. Eberhard Roters und Heinz Ohff formulierten.
Arbeiten von Horst Grig befinden sich in u. a. in der Berlinischen Galerie und weiteren öffentlichen und privaten Sammlungen in Frankreich, den USA, Russland (Michail Gorbatschow) und Deutschland (u. a. Axel Springer, Klaus Schütz). Sein Gesamtwerk umfasst mehr als 600 Arbeiten.

### Werke (Auswahl)

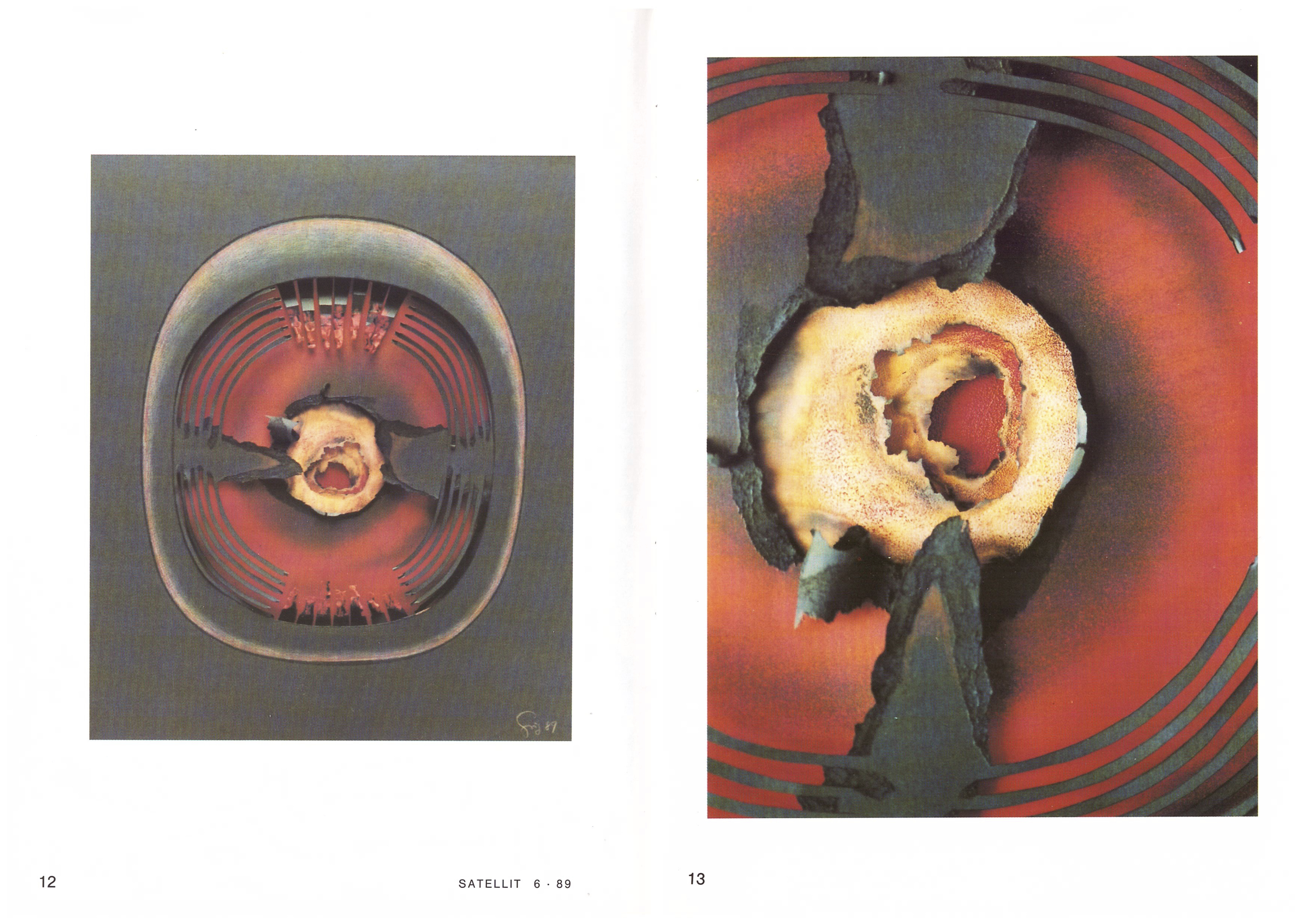

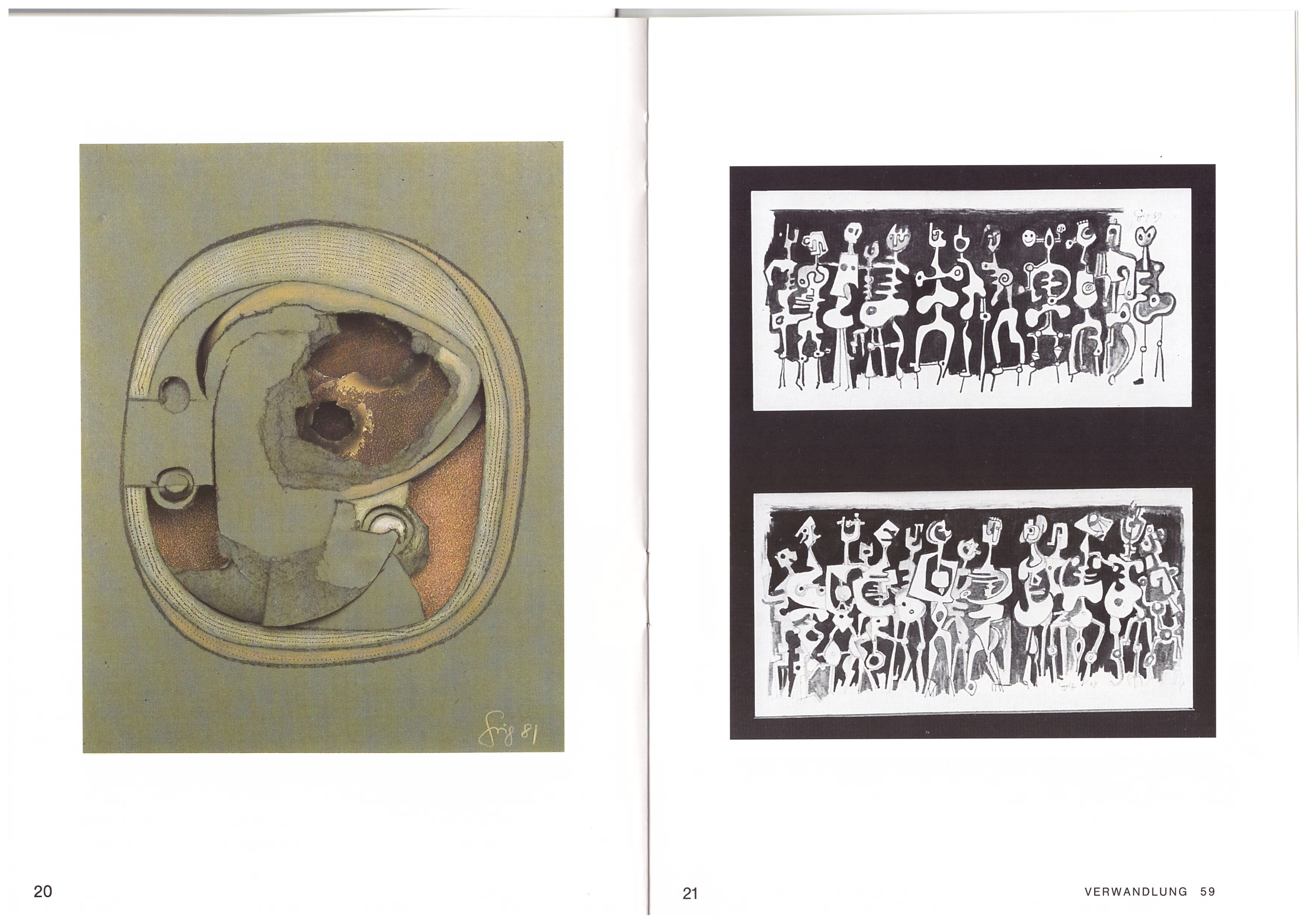

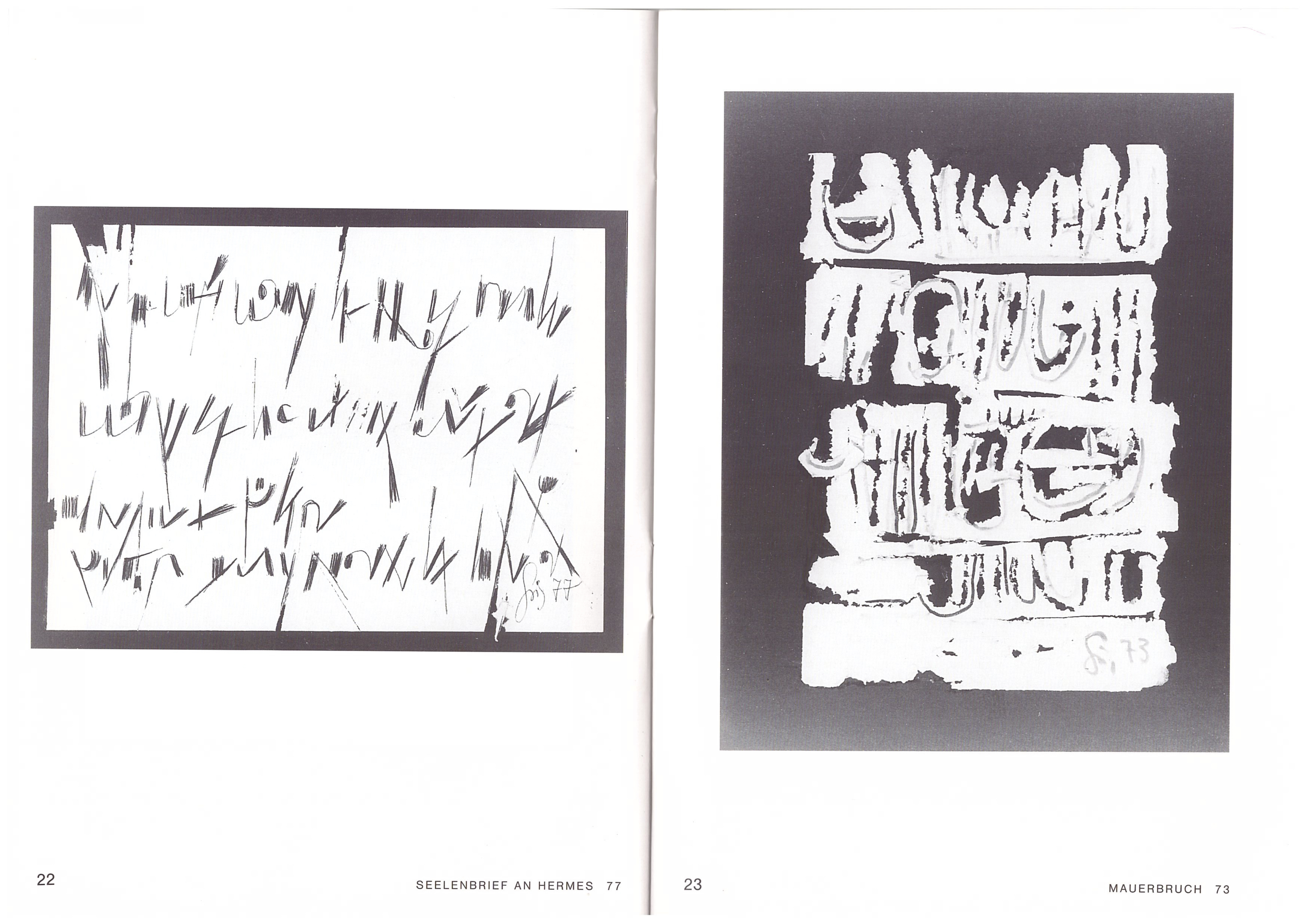

- 1961: WEGA 61, Berlinische Galerie[6]
- 1963: WEGA-GOLD-GEYSIR, Privatsammlung Berlin
- 1969: Verwandlung, Privatsammlung Berlin
- 1973: Seelenbrief an Hermes
- 1977: Mauerbruch
- 1982: Satellit 19 A, Berlinische Galerie
- 1989: Satellite 6-89
- 1989: Satellite X-89, Privatsammlung Berlin

## Ausstellungen (Auswahl)
- 1945: Omgus Harnack Haus, Berlin
- 1960: Galerie Girardon, Paris
- 1961: Galerie am Abend, Berlin[7][8]
- 1962: Galerie Hilton, Berlin
- 1962: Juryfreie Kunstausstellung Berlin 1962 (Gruppenausstellung)[9]
- 1962: Gruppe Berlin 62, Maison de France, Berlin (Gruppenausstellung)[1]
- 1963: Gruppe Berlin 62, Stadthaus, Untere Galerie, Dortmund (Gruppenausstellung)[10]
- 1963: Gruppe Berlin 62, Klingenmuseum Solingen (Gruppenausstellung)[10]
- 1964: Städtisches Museum Flensburg
- 1965: Dom-Museum, Lübeck
- 1965: Gruppe Berlin 62, Deutsches Kulturinstitut, Kopenhagen (Gruppenausstellung)[11]
- 1984: Unicorn Gallery, Baltimore[12]
- 1984: Osuna Gallery, Washington[12]
- 1985: Galerie Wertheim, Berlin
- 1985: Galerie Sisyphos, Berlin
- 1986: Galerie am Havelufer, Berlin (4.2.–2.3.1986)[13]
- 1987: Sammlung Berlinische Galerie/Martin-Gropius-Bau, Berlin (Gruppenausstellung)
- 1987: Galerie Bund Deutscher Künstler, Stuttgart[14][15]
- 1987: Gallery Art 54, New York[16]
- 1988: Gallery Daphne, Mannheim
- 1988: IBM-Haus, Berlin
- 1988: Zitadelle Spandau, Berlin[17][18]
- 1988: Herrenberg, Städtische Galerie, Herrenberg
- 1989+1990: Adlung Gallery, New York
- 1991: Gallery Mykonos, Mykonos
- 1992: Galerie Madest, Reutlingen
- 1992: Galerie Kunsthöfle, Stuttgart
- 1992: Blue Point Gallery, Berlin
- 1992: Musée de l’Air de Bruxelles, Brüssel
- 1992/93: Galerie Miro, Berlin[19]
- 1993: Blue Point Gallery, Berlin
- 1994: Zitadelle Spandau, Berlin[20]
- 2017: Galerie Miro, Prag (Gruppenausstellung)[21]

## Auszeichnungen
- 1997: Masarykovy Akademie Umeni Diplom mit entsprechender Medaille